# 陈勇 (能源与环境工程技术专家)
陈勇（1957年6月13日—），生于江苏南京，原籍浙江宁波，中国能源与环境工程技术专家，中国工程院院士。

## 生平[1]
1981年，毕业于南京化工学院。1993年，获日本名古屋大学化工专业工学博士学位。
2013年，当选中国工程院院士。